# Rhyssella obliterata
Rhyssella obliterata är en stekelart som först beskrevs av Johann Ludwig Christian Gravenhorst 1829.
Rhyssella obliterata ingår i släktet Rhyssella och familjen brokparasitsteklar. Arten är reproducerande i Sverige. Inga underarter finns listade i Catalogue of Life.